# Acacia gibbosa
Acacia gibbosa é uma espécie de leguminosa do gênero Acacia, pertencente à família Fabaceae.